# Iphiaulax volcanicus
Iphiaulax volcanicus är en stekelart som beskrevs av Cameron 1887. Iphiaulax volcanicus ingår i släktet Iphiaulax och familjen bracksteklar. Inga underarter finns listade i Catalogue of Life.